# Goði

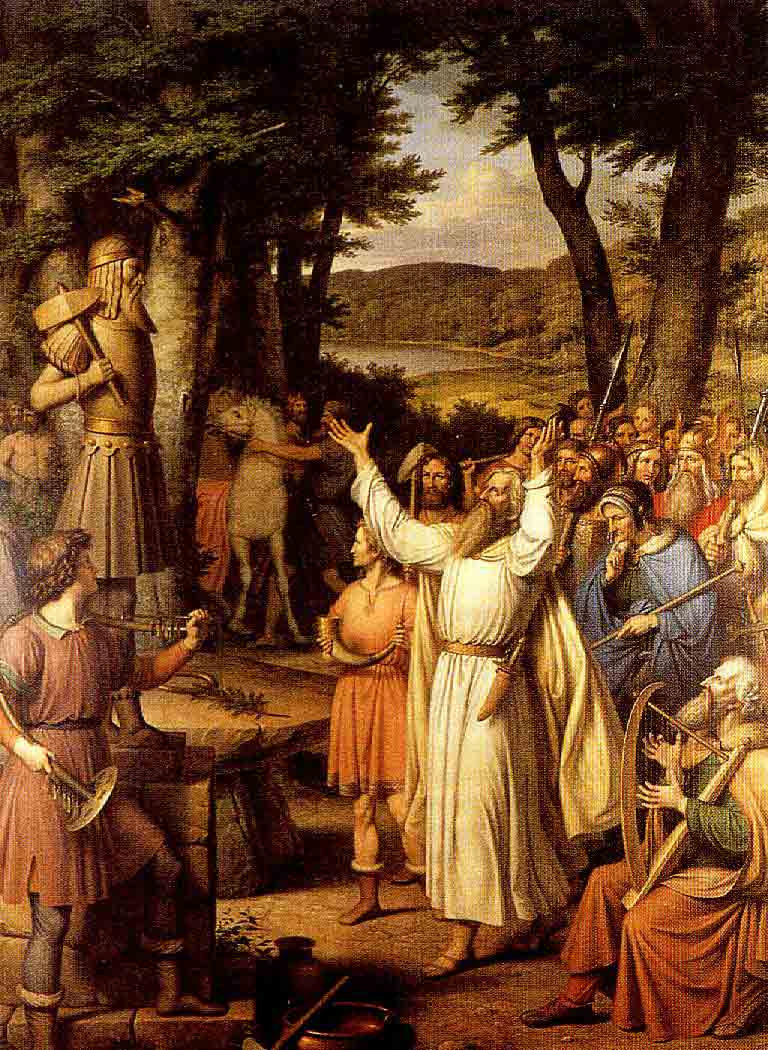
Imagen de un goði y su pueblo encabezando un sacrificio a Thor de J.L. Lund.

Goði o godi (del nórdico antiguo: (pl.) goðar; (f.) Gyðja) es un término que identifica a un sacerdote y caudillo tribal en la Escandinavia precristiana. El obispo arriano Ulfilas menciona el término en su Codex Argenteus en idioma gótico como gudja y lo equipara a "sacerdote", pero en nórdico antiguo gyðja corresponde solo al sacerdocio femenino en su forma gótica.
En Escandinavia sobreviven testimonios desde épocas tempranas, hacia el año 400, en idioma protonórdico de la forma gudija en piedras rúnicas como la catalogada  N KJ65 U en la rundata, y en nórdico antiguo en la piedra rúnica de Glavendrup (DR 209) y piedra rúnica de Helnæs (DR190), ambas de Dinamarca y fechadas entre los siglos IX y X. Existen algunos lugares, como  Gudby en Södermanland, Suecia, cuyo origen probablemente está vinculado a los godi.
No existe otros testimonios históricos a excepción de Islandia donde el calificativo goðar tuvo un significado propio. El perfil de los goðar aparecen en las sagas nórdicas como un oficio de cabezas visibles en asuntos religiosos, políticos y judiciales, en su zona de influencia o distrito (nórdico antiguo: goðorð). El goði, sin embargo, no era un jefe territorial, más bien era líder de diversos grupos de interés que continuamente pleiteaban o negociaban para favorecer su estatus. En la Islandia precristiana, los templos paganos pertenecían y eran mantenidos de forma privada por un hofgoði o sacerdote del templo. Fueron parte importante en el sistema político islandés, incluso mucho después de la introducción del cristianismo. Su número, ilimitado en un principio, se fijó más tarde hacia el año 964 en tres por cada distrito judicial, número que se incrementó en los primeros años del siglo XI. 
La jerarquía de un goðorð era hereditaria y comprometía al clan familiar, aunque no necesariamente debía pasar al hijo primogénito. El goðorð podía ser comprado, compartido e incluso regalado.
Esta autoridad desapareció hacia 1262, cuando la Mancomunidad Islandesa se incorporó a la corona de Noruega.

## Primeros goðorð en Islandia
En Landnámabók e Íslendingabók se indica que durante los primeros asentamientos de la Mancomunidad Islandesa hubo 36 colonos que ostentaban el título de goði hasta la formación de gobierno en 930. Las sagas nórdicas confirman ese número aunque hay ciertas dudas si algunos de los siguientes caudillos fueron realmente los primeros. Los marcados con asterisco [*] no aparecen citados entre los primeros goði, pero si aparecen a partir del año 962. Ingólfur Arnarson fue Allsherjargoði y se considera como uno de esos 36 caudillos territoriales sumando hacia 965 un total de 39 y hacia 1005 llegaron a 48 goðorð. Los clanes familiares a quienes representaban preceden al nombre:

### Corte del Este (Austfirðingafjórðungur)
- Krakalækjarþing:
  - Hofverjar í Vopnafirði – Þorsteinn Ólvirsson
  - Krossvíkingar – Lýtingur Arnbjörnsson
  - Þrymlingar – Ketill Þórisson

- Kiðjafellsþing:
  - Hrafnkelsniðjar – Hrafnkell freysgoði
  - Fljótsdælir – Brynjólfur Þorgeirsson
  - Hofverjar í Álftafirði – Böðvar Þorleifsson

- Skaptafellsþing
  - Hrollaugsniðjar – Hrollaug Rögnvaldarson (Hrollaugur Rögnvaldsson)
  - Freysgyðlingar – Össur Ásbjörnsson
  - Leiðylfingar – Leiðólfur kappi

### Corte del Sur (Sunnlendingafjórðungur)
- Rangárþing:
  - Dalverjar – Hrafn heimski Valgarðsson
  - Hofverjar á Rangárvöllum – Ketill hængur Þorkelsson
  - Hlíðverjar – Sighvat el Rojo

- Árnesþing
  - Flóamenn – Hasteinn Atlason
  - Mosfellingar – Ketilbjörn Ketilsson
  - Ölfusingar – Þorgrímur Grímólfsson

- Kjalarnesþing
  - Allsherjargoði – Ingólfur Arnarson
  - Lundarmenn – Björn gullberi
  - Reykhyltingar – Önundur Oddsson

### Corte del Oeste (Vestfirðingafjórðungur)
- Þverárþing
  - Gilsbekkingar – Hrosskell Þorsteinsson
  - Stafhyltingar – Þorbjörn Arnbjörnsson
  - Mýramenn – Skalla-Grímr Kveldulfsson

- Þórsnesþing
  - Rauðmelingar – Þórir Grímsson (Sel-Þórir)
  - Þórnesingar – Þórólfur Mostrarskegg
  - Hvammverjar (Laxdælir) – Auðr djúpúðga Ketilsdóttir

- Þorskafjarðarþing
  - Reyknesingar – Úlfur skjálgi Högnason
  - Dýrfirðingar – Þórður Víkingsson
  - Vatnsfirðingar – (probable) Snæbjörn Eyvindsson

### Corte del Norte (Norðlendingafjórðungur)
- Húnavatnsþing
  - Víðdælir – Auðunn skökull Bjarnarson
  - Vatnsdælir – Ingimundur Þorsteinsson
  - Æverlingar – Ævar gamli Ketilsson

- Hegranesþing
  - Sæmundarniðjar – Sæmundur suðureyski
  - Goðdælir – Eiríkur Hróaldsson
  - Þórðarniðjar – Höfða-Þórður Bjarnason

- Vaðlaþing
  - Esphælingar – Hámundur heljarskinn Hjörsson
  - Þveræingar – Helgi Eyvindarson
  - Möðruvellingar – Hrafna-Flóki Vilgerðarson*

- Þingeyjarþing
  - Ljósvetningar – (probable) Þorgeir Ljósvetningagoði*
  - Reykdælir – Eyvindur Þorsteinsson
  - Öxfirðingar – (posible) Árnsteinn Reistarsson*

## Neopaganismo
El término goði se usa a menudo como un título sacerdotal entre los creyentes del neopaganismo germano, especialmente la corriente Ásatrú.